# Jack Garrison
John Bright Garrison, detto Jack (West Newton, 13 febbraio 1909 – Cambridge, 13 maggio 1988), è stato un hockeista su ghiaccio statunitense.

## Palmarès

### Olimpiadi invernali
- Argento a Lake Placid 1932 nell'hockey su ghiaccio.
- Bronzo a Garmisch-Partenkirchen 1936 nell'hockey su ghiaccio.